# 위츠 쿠루시
《위츠 쿠루시》(튀르키예어: Üç Kuruş)는 2021년 방영된 튀르키예의 텔레비전 드라마이다.